# Wspólnota administracyjna Eibelstadt
Wspólnota administracyjna Eibelstadt – wspólnota administracyjna (niem. Verwaltungsgemeinschaft) w Niemczech, w kraju związkowym Bawaria, w rejencji Dolna Frankonia, w regionie Würzburg, w powiecie Würzburg. Siedziba wspólnoty znajduje się w mieście Eibelstadt.
Wspólnota administracyjna zrzesza jedno miasto (Stadt) oraz trzy gminy targowe (Markt): 
- Eibelstadt, miasto, 2 803 mieszkańców, 7,07 km²
- Frickenhausen am Main, gmina targowa, 1 228 mieszkańców, 10,55 km²
- Sommerhausen, gmina targowa, 1 662 mieszkańców, 7,22 km²
- Winterhausen, gmina targowa, 1 460 mieszkańców, 8,72 km²